# Marathon van Zürich 2004
De marathon van Zürich 2004 vond plaats op 4 april 2004 in Zürich. Bij de mannen won de Zwitser Viktor Röthlin in een tijd van 2:09.55 en bij de vrouwen won de Deense Annemette Jensen in een tijd van 2:30.06, dat nog steeds als parcoursrecord geldt.
In totaal finishten 5761 atleten de wedstrijd waarvan 1104 vrouwen.

## Uitslagen

### Mannen
| rang   | naam             | land | tijd    |
| ------ | ---------------- | ---- | ------- |
| Goud   | Viktor Röthlin   | SUI  | 2:09.55 |
| Zilver | Tesfaye Eticha   | ETH  | 2:13.58 |
| Brons  | Jonathan Wyatt   | NZL  | 2:15.06 |
| 4      | Disassa Dabessa  | ETH  | 2:15.50 |
| 5      | Serguei Kaledine | RUS  | 2:16.25 |
| 6      | Marcel Matanin   | SVK  | 2:17.22 |
| 7      | Tarcis Ancay     | SUI  | 2:19.00 |
| 8      | Jörg Hafner      | SUI  | 2:19.36 |
| 9      | Hugo Raemy       | SUI  | 2:25.33 |
| 10     | Jose Abrantes    | ESP  | 2:25.44 |

### Vrouwen
| rang   | naam                  | land | tijd    |
| ------ | --------------------- | ---- | ------- |
| Goud   | Annemette Jensen      | DEN  | 2:30.06 |
| Zilver | Claudia Oberlin       | SUI  | 2:34.08 |
| Brons  | Emebet Abossa         | ETH  | 2:36.20 |
| 4      | Alevtina Naoumova     | RUS  | 2:39.09 |
| 5      | Elzbieta Jarosz       | POL  | 2:40.20 |
| 6      | Valentina Poltavska   | UKR  | 2:42.17 |
| 7      | Isabelle Florey       | SUI  | 2:45.23 |
| 8      | Michelle Leservoisier | FRA  | 2:46.52 |
| 9      | Katrin Kläsi          | SUI  | 2:47.06 |
| 10     | Tana Metelkova        | TCH  | 2:47.08 |

2003 ·
2004 ·
2005 ·
2006 ·
2007 ·
2008 ·
2009 ·
2010 ·
2011 ·
2012 ·
2013 ·
2014 ·
2015 ·
2016 ·
2017